# Битва при Фридлингене

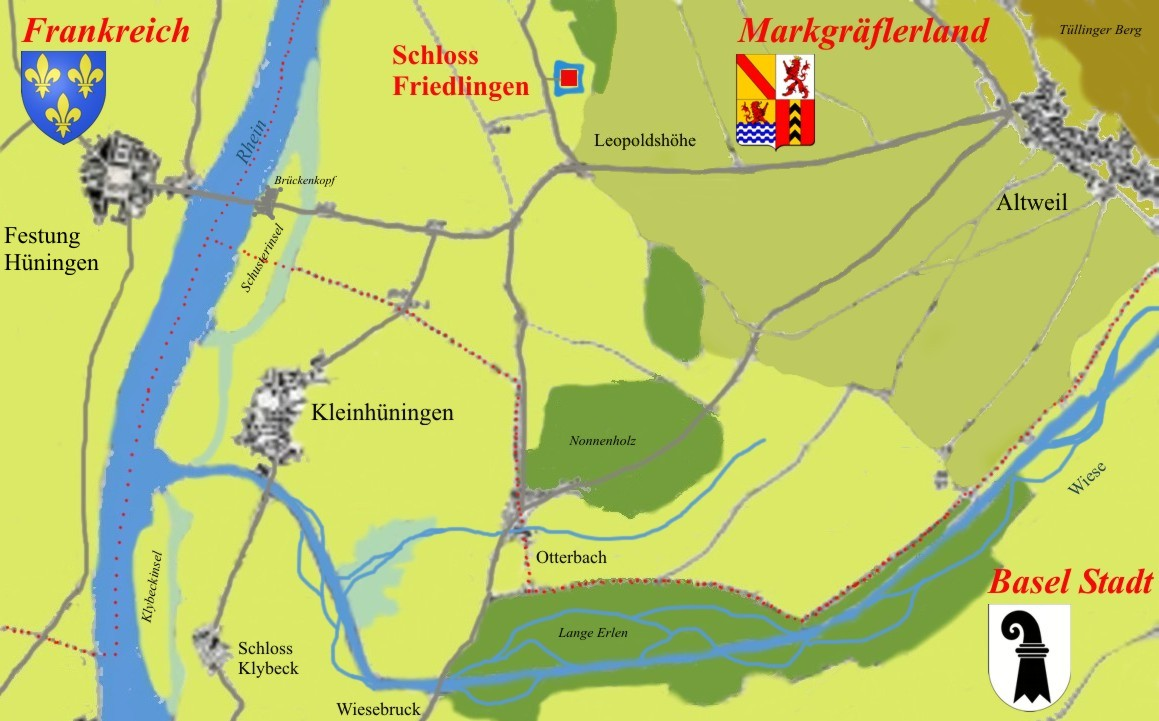

Битва при Фридлингене (нем. Schlacht bei Friedlingen) — сражение, состоявшееся 14 октября 1702 года в ходе войны за испанское наследство у замка Фридлинген, на правом берегу Рейна, напротив Гюнингена, между имперскими войсками под командованием фельдмаршала маркграфа Людвига Вильгельма Баденского и французской армией под командованием генерал-лейтенанта Виллара. Имперская армия, расположившись на Рейне, препятствовала соединению французской и баварской армий, после чего была атакована французскими войсками и после сражения была вынуждена отступить, понеся большие потери, тем не менее продолжая воспрепятствовать соединению союзных армий.

## История

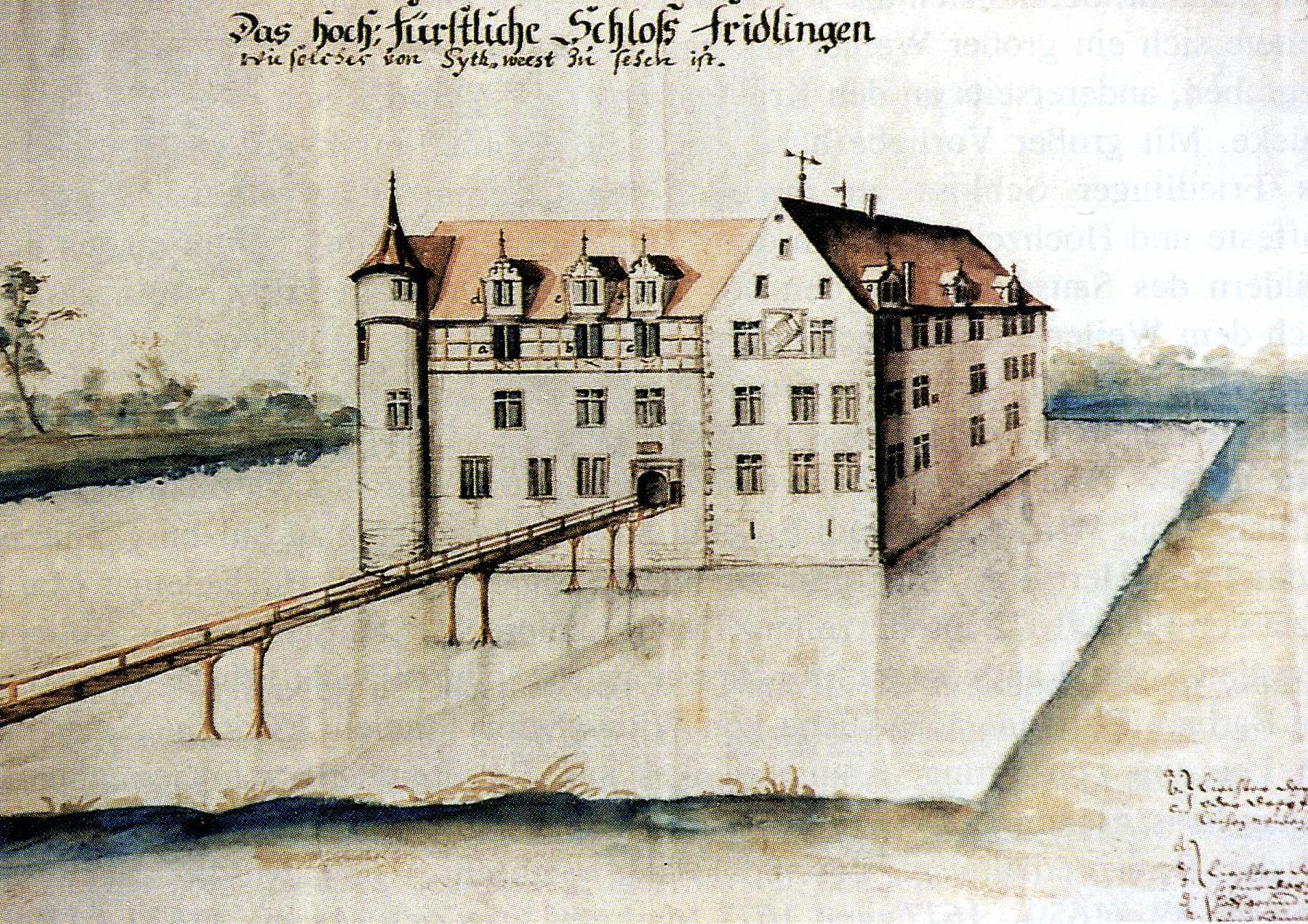
Замок Фридлинген

В начале войны за испанское наследство главнокомандующий имперской армией на Верхнем Рейне маркграф Баден-Бадена Людвиг Вильгельм после завоевания Вейсенбурга, Лаутербурга и Ландау, узнав, что союзник Франции курфюрст Баварии Максимилиан II намерен соединиться с французской армией, отрядил графа Штирума с частью войска против маршала Катина, стоявшего лагерем между Ландау и Хагенау, а сам с оставшимися войсками (9,5 тысяч пехоты, 4,5 тысячи кавалерии) 22 сентября 1702 года перешел через Рейн у Страсбурга и занял укрепленную позицию у замка Фридлинген. Катина, получив от короля Франции Людовика XIV приказ атаковать войско имперцев, не выполнил его, частично боясь сильной позиции, занятой противником, а частично из-за боязни затмить свою славу поражением. Однако его смелый помощник генерал-лейтенант Виллар, выпросив на то разрешение короля, 24 сентября двинулся к Гюнингену с 34 батальонами, 30 эскадронами и 33 орудиями (12,5 тысяч пехоты, 4 тысячи кавалерии), исправил разрушенные верки и приготовил переправу через Рейн, в то время как Катина занял Страсбург. Маркграф Баденский, со своей стороны, намеревался остановить переход баварцев через Шварцвальд и французов через Рейн, но уже не мог соединиться со Штирумом и должен был ограничиться подкреплением его 40 эскадронов.

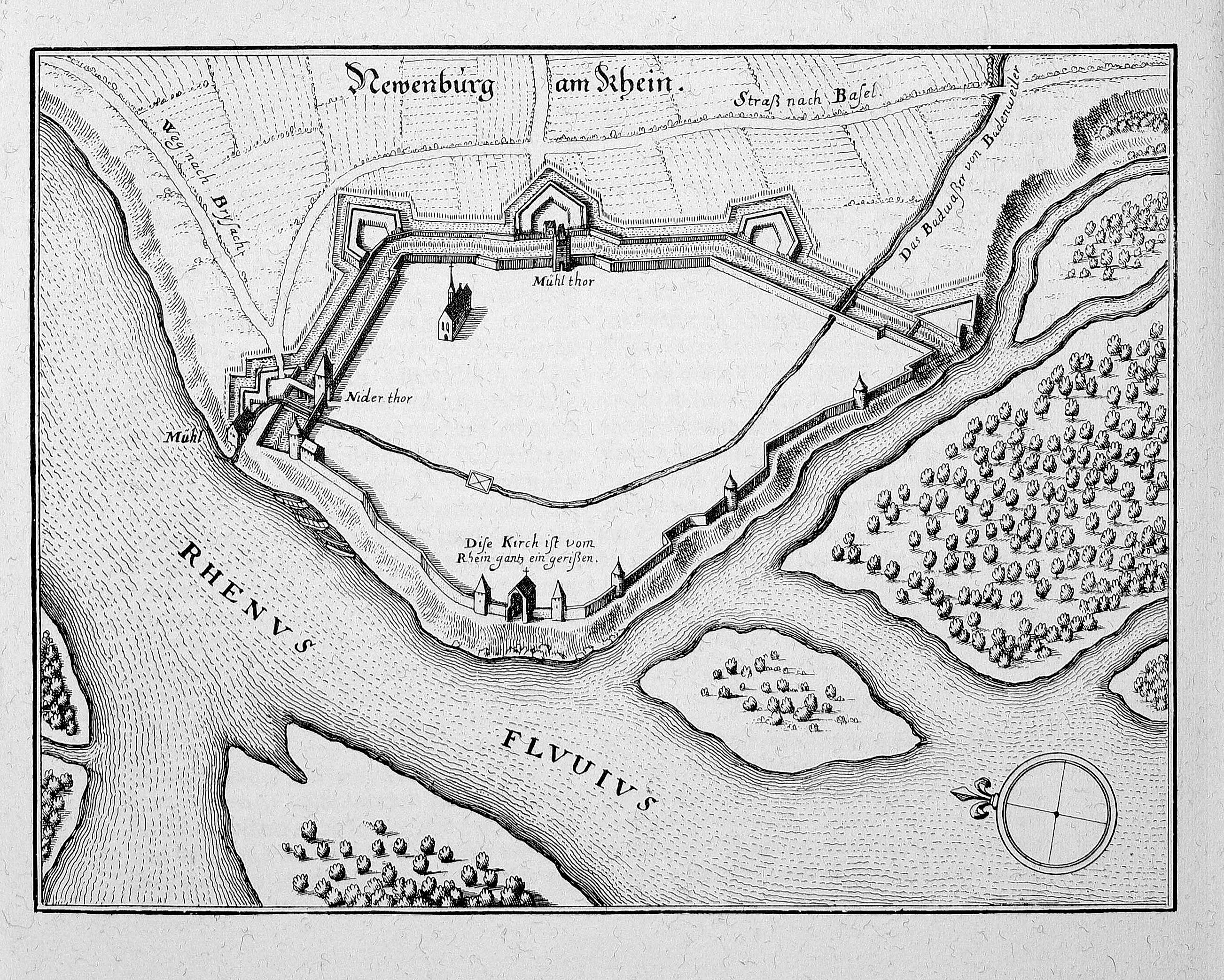
План Нойенбурга на 1663 год

Виллар в это время утвердился на островке на Рейне, лежащем напротив Гюнингена, наскоро укрепил его и построил мосты через рукава Рейна, и, несмотря на огонь имперцев укрепил их тет-де-поном на правом берегу. Маркграф попытался прогнать французов нападением нескольких батальонов, но действием батарей с островка и левого берега реки был отбит и вынужден отступить, после чего бесполезная пальба продолжалась до 15 октября.
Между тем 12 октября французы внезапным нападением овладели городком Нойенбург с угрозой там построить вторую переправу. Имперский командующий, опасаясь за потерю своих магазинов во Фрайбурге и с целью воспротивиться соединению французов и баварцев покинул свою укрепленную позицию и 13 октября двинулся к Бинцену, чтобы помешать соединению французов и баварцев; только поздно ночью тронулись последние части, задержанные тяжелой артиллерией и обозом, оставив небольшой арьергард. Виллар, уведомленный о выступлении имперцев, тотчас переправил часть пехоты на правый берег Рейна и рано утром 14 октября двинул её вперед, а за нею — кавалерию, заняв имперский лагерь. Имперский отряд, составлявший арьергард, немедленно известил об этом маркграфа.

## Ход битвы

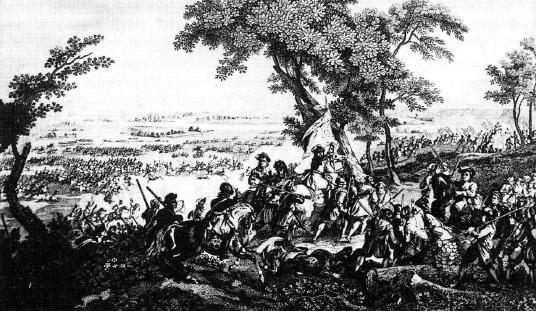

Поспешно вернув кавалерию, маркграф построил её на равнине замка Фридлинген, а пехотные части расположил на Тулинских высотах и на Галтлингенской горе, примкнув левое крыло к Эттлингену, держа правое против Вейтлингена, а фронт прикрывая речкой Кандерн. Виллар тотчас же заметил, что успех сражения будет зависеть от овладения высотами. Туда он отрядил генерала Доборда с 5 пехотными бригадами. Кавалерия должна была поддержать атаку, выстроившись 2 линиями между деревней Вейль и Фридлингенским замком.
Французская пехота достигла вершин высот, завладела лежащей там рощею после крайне упорного боя и захватила у неприятеля 5 орудий. Но маркграф заметив, что некоторые её отряды зашли далеко вперед, обнажив свой фланг, атаковал её кавалерией. Французы отступили и, возможно, проиграли бы сражение, если бы Виллар с резервами не подоспел на помощь и не восстановил положение.
Между тем маркграф послал свою конницу, ещё не участвовавшую в сражении и построенную в 2 линии, на неприятельскую и направил несколько свежих батальонов и эскадронов в обход левого фланга французов. Сначала имперская кавалерия имела успех: она прорвала 1-ю линию противника и захватила несколько орудий, но затем была опрокинута свежими неприятельскими силами и приведена в совершенное расстройство, преследуемая до речки Кандерна. Этим и ограничила свои действия французская конница и более в бою не участвовала.
Между тем имперская пехота оправилась и перешла в наступление против леса; в то же время обходной отряд вышел во фланг французам, и они должны были очистить лес. Однако неудачи имперцев в центре вынудили отступить и пехоту, что и было совершено в полном порядке.

## Потери сторон
Потери имперцев составили до 3 тысяч человек убитыми и ранеными, 2000 пленных, 14 орудий, 35 знамён и штандартов, множество снарядов. Французы потеряли 1139 человек убитыми, 1526 ранеными. Среди погибших был отличившийся в сражении генерал Деборд.

## Последствия битвы
Вечером обе стороны отступили: французы — опять за Рейн, маркграф — на Штауфен, так что цель его (не допустить переправы неприятеля) могла считаться достигнутой. Там он соединился со Штирумом и занял Шварцвальдские теснины, препятствуя соединению французов с баварцами. Оттуда он демонстрациями на левый берег Рейна вынудил Виллара, произведённого в маршалы за одержанную победу, оставаться на левом берегу, расположившись на позиции у Саверна, прикрывая Пфальцбург и Лотарингию. Маркграф последовал за ним и расположился у Ганау.